# ヴィッラール・ペローザ
ヴィッラール・ペローザ（イタリア語: Villar Perosa）は、イタリア共和国ピエモンテ州トリノ県にある、人口約4,000人の基礎自治体（コムーネ）。
自動車メーカー・フィアットの創業者であるジョヴァンニ・アニェッリは、当地で生まれた。第一次世界大戦中に開発された最初期の短機関銃「ビラール・ペロサM1915」は、当地にあったフィアット系企業オフィシネ・ディ・ヴィッラール・ペローザ（OVP）で試作品が製造されたためにこの名がある。

## 地理

### 位置・広がり
トリノ県南部に位置するコムーネである。県都・州都トリノの南西約40kmに位置する。

#### 隣接コムーネ
隣接するコムーネは以下の通り。
- ピナスカ
- サン・ピエトロ・ヴァル・レーミナ
- インヴェルソ・ピナスカ
- サン・ジェルマーノ・キゾーネ
- ポルテ

## 行政

### 分離集落
ヴィッラール・ペローザには、以下の分離集落（フラツィオーネ）がある。
- Artero, Azzario, Barbos, Bolombardo, Campassi, Cappelleria, Careiria, Casavecchia, Cascina Grossa, Cascina Marronea, Caserme, Cavallari, Ciabot, Ciabot Comba, Ciardossina, Ciardossini, Ciarriere, Comborsiera, Didiera, Droglia, Frieri, Gottieri, Icle, La Croce, Miandassa, Molliere, Morana, Muretti, Odriva, Pra Martino, Prietti, Russa, Saretto, Sartetti, Serre, Vignassa, Vinçon

## 経済・産業
かつては農業中心であったが、現在は工業の中心地である。総合機械メーカー・SKFの工場（2か所）や、オートバイメーカー・ザックスの工場がある。